# Pseudo Echo
Pseudo Echo – australijska grupa muzyczna grająca muzykę z pogranicza popu, rocka i new wave.

## Historia
Zespół w 1982 roku założyli dwaj przyjaciele ze szkoły średniej − Brian Canham (wokalista, gitarzysta i keyboardzista) oraz Pierre Gigliotti (basita, keyboardzista). W szeregi grupy wstąpili następnie perkusista Anthony Argiro i gitarzysta/klawiszowiec Tony Lugton.
Pseudo Echo swój pierwszy album, Autumnal Park, wydali w 1984 roku. Promowana przez cztery single, płyta spotkała się z wielkim sukcesem w rodzimej Australii i uczyniła ze swoich wykonawców najpopularniejszy po INXS-ie zespół australijski. Zawarty na albumie utwór "His Eyes" wykorzystano w filmie Piątek, trzynastego V: Nowy początek (1985), co przysporzyło grupie fanów także w Stanach Zjednoczonych.
Do chwili obecnej zespół nagrał dziewięć płyt − sześć albumów studyjnych i trzy kompilacje, a także jeden minialbum. Działalności zaprzestali wprawdzie w 1990 r., lecz karierę w branży muzycznej kontynuują ponownie od 1999, a już rok później ukazał się dwupłytowy album Teleporter zawierający jednak tylko cztery nowe utwory (druga płyta jest płytą koncertową). Z okazji 30-lecia zespołu, na początku kwietnia 2014 roku, ukazał się album Ultraviolet zawierający zupełnie nowy materiał.
Członkowie Pseudo Echo uznają, że ich wczesne dokonania artystyczne inspirowane były aktywnością zespołów Simple Minds, Ultravox i Japan, późniejsze zaś − Duran Duran i The Human League.
W Polsce zespół mało znany, w latach 80. XX wieku płyty Pseudo Echo prezentował Tomasz Beksiński.

## Dyskografia

### Albumy studyjne
- Autumnal Park (1984)
- Pseudo Echo (1984)
- Love an Adventure (1986)
- Race (1989)
- Teleporter (2000)
- Ultraviolet (2014)

### Kompilacje
- Long Plays 83-87 (1987)
- Best Adventures (1995)
- The 301 Demo Sessions (2006)

### EP
- New York Dance Mix (1984)

### Single

#### wydane w Australii
- "Listening" / "In Their Time" (1983)
- "A Beat For You" / "Autumnal Park" (1984)
- "Dancing Until Midnight" / "Scripts" (1984)
- "Stranger in Me" / "Turning the Pages" (1984)
- "Don't Go" / "Living in a Dream" (1985)
- "Love an Adventure" / "All Tied Up" (1985)
- "Living in a Dream" / "Loose Ends" (1986)
- "Try" / "Lonely Without You" (1986)
- "Funky Town" / "Lies Are Nothing" (1986)
- "Fooled Again" / "Take on the World" (1988)
- "Over Tomorrow" / "Wings" / "Nothing to Say" (1989)
- "Eye of the Storm" / "Don't You Forget" (1989)
- "Funkytown Y2K:RMX" (1999)

#### wydane poza granicami Australii
- "A Beat For You" / "Walkaway" (USA; 1985)
- "Listening" / "In Their Time" (Japonia; 1985)
- "Love an Adventure" / "All Tied Up" (Wlk. Brytania; 1986)
- "Living in a Dream" / "Don't Go" (Wlk. Brytania, Japonia; 1987)
- "Funky Town" / "Lies Are Nothing" (Wlk. Brytania; 1987)
- "Take on the World" / "Lonely Without You" (Japonia; 1987)